# Burma i olympiska sommarspelen 1952
Burma, formellt Myanmar, deltog i de olympiska sommarspelen 1952.